# Urychlovač částic
Urychlovač částic, zkráceně jen urychlovač, je technické zařízení, používané pro dodání kinetické energie nabitým částicím. Nabité částice (ionty nebo elektrony či pozitrony) jsou v urychlovači jednou nebo opakovaně urychleny rozdílem potenciálů elektrického pole. Urychlovače slouží k výzkumu elementárních částic, ale i v technické praxi. Urychlovač částic způsobuje čelní srážky mezi dvěma svazky částic stejného druhu, buď protony, nebo různými typy iontů, především iontů olova. Při srážce se tyto částice rozptýlí a když mají dostatečnou energii, vznikají přitom další částice (produkty srážky). Na zaznamenání toho, co se děje při srážce částic slouží detektor ionizujícího záření (částicový detektor). Částicové urychlovače se využívají ke zkoumání složení hmoty okolo nás — atomů, elementárních částic, kvarků.
Za typ urychlovače lze do jisté míry považovat i klasickou (CRT) televizní obrazovku. První urychlovače začaly být vyvíjeny na sklonku 20. let 20. století. Během následujícího desetiletí (zhruba do roku 1940) byly objeveny základní principy a postaveny podle nich první urychlovače.
Existují dva základní typy urychlovačů:
- Lineární urychlovač
- Kruhový urychlovač

## Lineární urychlovač
Lineární urychlovač využívá k urychlení pouze elektrického pole. Toto pole může být statické, nebo se může měnit (a částice je urychlována během letu urychlovačem na několika místech). Výhodou je relativně jednoduchá konstrukce, nevýhodou rozměry a potřeba vysokého napětí. Nejstarším příkladem tohoto typu je iontová trubice.

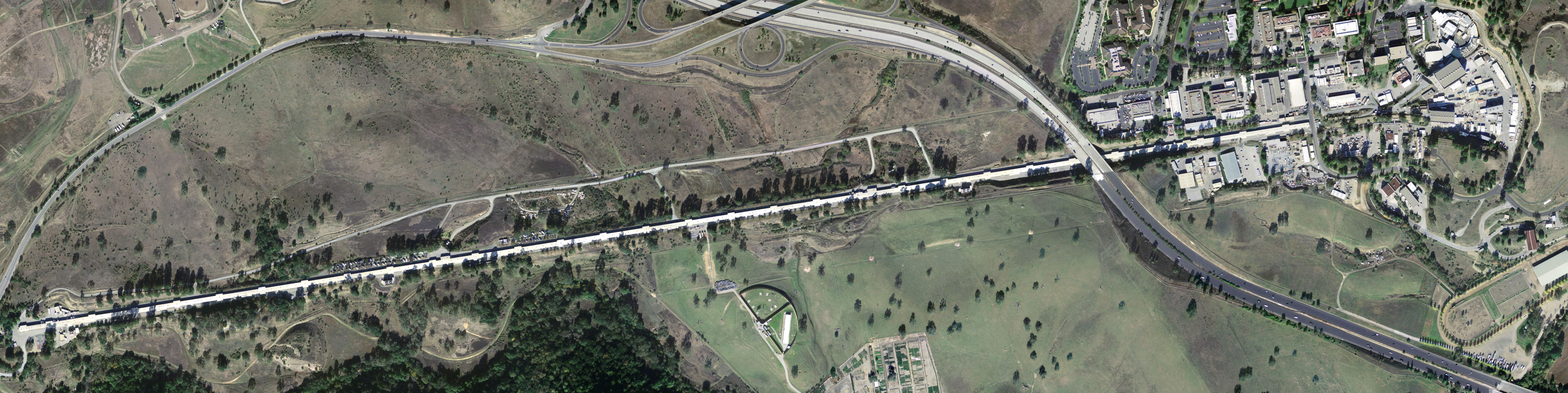
Letecký záběr stanfordského lineárního urychlovače SLAC

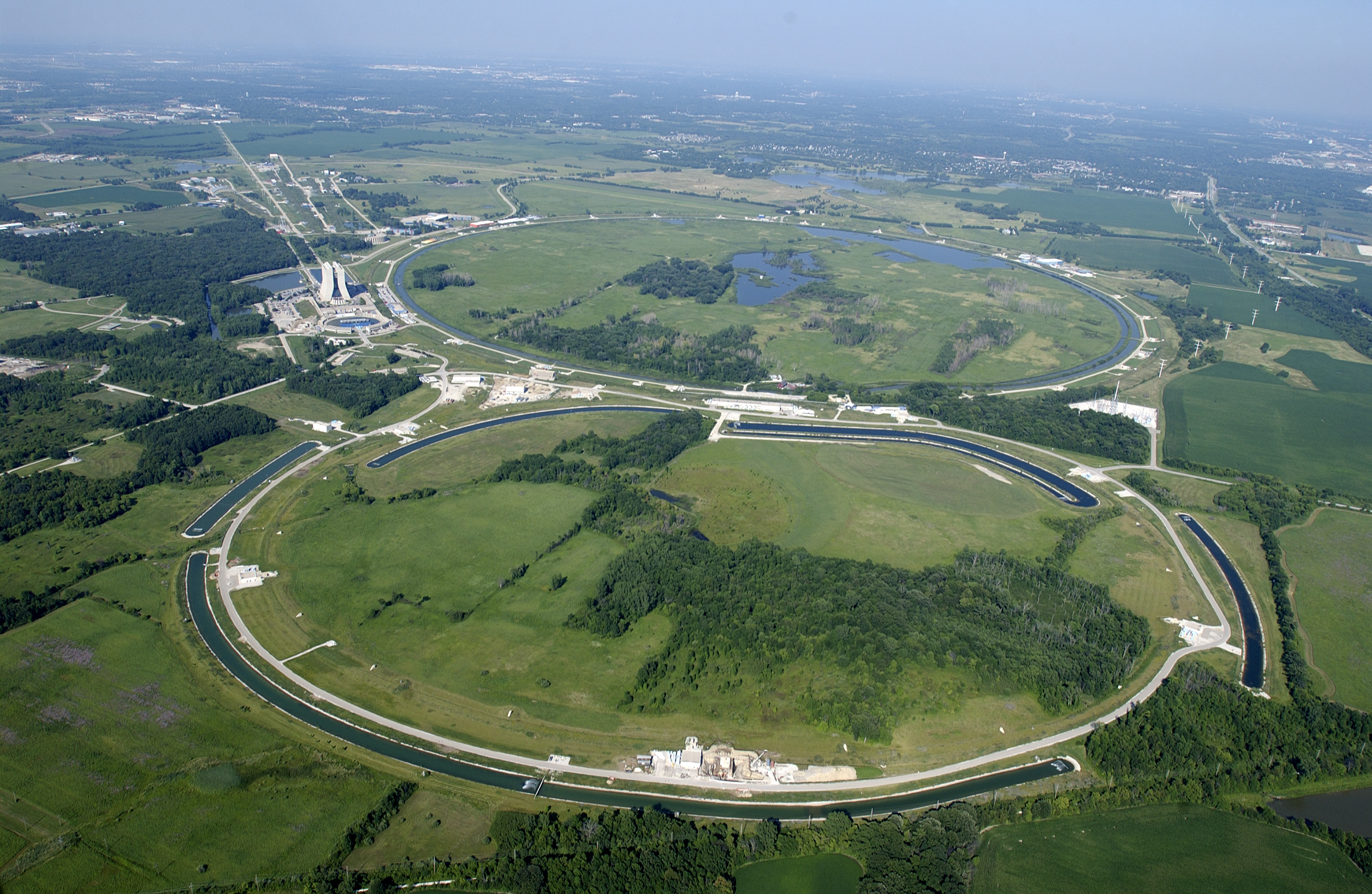
Letecký záběr Fermilabu (prstenec urychlovače má průměr 6,316 kilometru)

## Kruhový urychlovač
V kruhovém urychlovači je dráha urychlovaných částic zakřivena magnetickým polem, takže bez dalšího urychlování by byla kruhová. Částice jsou podobně jako u lineárního urychlovače urychlovány elektrickým polem. Příkladem tohoto typu je cyklotron.
Pohyb po zakřivené dráze není jen technickou komplikací. Problém spočívá zejména v tom, že částice pohybující se po kruhové dráze mají velké zrychlení. Podle teorie relativity a teorie elektromagnetického pole částice, která má nějaké zrychlení kolmé na směr jeho pohybu, vyzařuje elektromagnetické záření .
V kruhovém urychlovači je proto energie dodávaná částicím elektrickým polem snižovaná vlastním vyzařováním těchto částic. Toto vyzařovaní se dá snížit zvětšením poloměru dráhy (dostředivá síla je nepřímo úměrná poloměru dráhy). To je důvodem, proč je potřeba na dosahovaní vyšších energií kruhové urychlovače stále větších rozměrů, největší je LHC.